# Peltastes anomalus
Peltastes anomalus är en oleanderväxtart som beskrevs av J.F.Morales. Peltastes anomalus ingår i släktet Peltastes och familjen oleanderväxter. Inga underarter finns listade i Catalogue of Life.